# Луківська сільська рада (Малинський район)
Луківська сільська рада(до 1946 року — Дерманківська сільська рада) — колишня адміністративно-територіальна одиниця та орган місцевого самоврядування у Чоповицькому, Потіївському і Малинському районах Малинської, Коростенської і Волинської округ, Київської й Житомирської областей Української РСР та України з адміністративним центром у селі Луки.

## Населені пункти
Сільській раді були підпорядковані населені пункти:
- с. Луки
- с. Буки
- с. Бучки
- с. Забране
- с. Сичівка

## Населення
Відповідно до результатів перепису населення СРСР, кількість населення ради, станом на 12 січня 1989 року, становила 1 094 особи.
Станом на 5 грудня 2001 року, відповідно до перепису населення України, кількість мешканців сільської ради становила 892 особи.

## Склад ради
Рада складалася з 14 депутатів та голови.

### Керівний склад попередніх скликань
| ПІБ                          | Основні відомості                                                 | Дата обрання | Дата звільнення |
| ---------------------------- | ----------------------------------------------------------------- | ------------ | --------------- |
| Венглівський Іван Андрійович | Сільський голова, 1965 року народження, освіта вища, безпартійний | 26.03.2006   | 31.10.2010      |
| Венглівський Іван Андрійович | Сільський голова, 1965 року народження, освіта вища, безпартійний | 31.10.2010   |                 |

Примітка: таблиця складена за даними джерела

## Історія
Створена 1923 року, як Дерманківська (Дерманська) сільська рада, в складі сіл Бучки, Дерманка та хуторів Зелена Діброва і Кошарки Стремигородської волості Радомисльського повіту Київської губернії. У вересні 1924 року до складу ради приєднано с. Сичівка та х. Рихта ліквідованої Сичівської сільської ради Чоповицького району. 10 квітня 1930 року с. Бучки передане до складу Буківської сільської ради Чоповицького району. Станом на 1 жовтня 1941 року хутори Зелена Діброва, Кошарки та Рихта не перебували на обліку населених пунктів.
7 червня 1946 року, відповідно до указу Президії Верховної ради Української РСР «Про збереження історичних найменувань та уточнення і впорядкування існуючих назв сільрад і населених пунктів Житомирської області», сільську раду перейменовано на Луківську через перейменування її адміністративного центру на с. Луки.
Станом на 1 вересня 1946 року сільська рада входила до складу Чоповицького району Житомирської області, на обліку в раді перебували села Луки та Сичівка.
Ліквідована 11 серпня 1954 року, відповідно до указу Президії Верховної ради Української РСР «Про укрупнення сільських рад по Житомирській області», територію та населені пункти приєднано до складу Буківської сільської ради Чоповицького району. Відновлена 17 червня 1988 року, відповідно до рішення Житомирського облвиконкому № 149 «Про питання адміністративно-територіального поділу», в складі сіл Буки, Бучки, Забране, Луки та Сичівка, у зв'язку з перенесенням адміністративного центру Буківської сільської ради Малинського району до с. Луки та перейменуванням її на Луківську.
Виключена з облікових даних 17 липня 2020 року. Територію та населені пункти ради, відповідно до розпорядження Кабінету Міністрів України № 711-р від 12 червня 2020 року «Про визначення адміністративних центрів та затвердження територій територіальних громад Житомирської області», включено до складу Малинської міської територіальної громади Коростенського району Житомирської області.
Входила до складу Чоповицького (04.1023 р., 7.04.1927 р., 17.02.1935 р.), Потіївського (10.09.1924 р.) та Малинського (5.02.1931 р., 17.06.1988 р.) районів.